# British Doctors Study
Con il termine generico "British Doctors Study" si intende il nome di un importante studio statistico sulla valutazione del fumo come fattore di rischio per il cancro del polmone.

## Storia
Lo studio è stato condotto dall'anno 1951 sino al 2001. Nel 1956 furono raccolti e studiati tutti i dati riuscendo ad elencare le prove a livello statistico sull'aumento del rischio che collegava il fumo di tabacco al cancro che colpisce i polmoni.